# Perkebunan Air Batu Iii/Ix
Perkebunan Air Batu Iii/Ix is een bestuurslaag in het regentschap Asahan van de provincie Noord-Sumatra, Indonesië. Perkebunan Air Batu Iii/Ix telt 1298 inwoners (volkstelling 2010).